# エプフェンバッハ
エプフェンバッハ (ドイツ語: Epfenbach) は、ドイツ連邦共和国バーデン＝ヴュルテンベルク州ライン＝ネッカー郡に属す町村（以下、本項では便宜上「町」と記述する）で、ヴァイプシュタット自治体行政連合およびブルンネンレギオン観光地域に所属する。

## 地理
エプフェンバッハは、クライヒガウ北部、小オーデンヴァルト辺縁部に位置する。ハイデルベルクから約24km、かつての郡庁所在地ジンスハイムから12kmの距離にある。エプフェンバッハは、ロプバッハ、ライヒャルツハウゼン、ヘルムシュタット＝バーゲン、ヴァイプシュタット、ナイデンシュタイン、エッシェルブロン、シュペヒバッハの7つの市町村と境を接している。

## 歴史
この町の最初の記録は1286年で、ラインホルト・フォン・ラーデンブルクとその妻リオバの寄贈証書に Epphinbach として登場する。この寄贈証書は、両者がその所領をシェーナウ修道院に寄贈するという内容のものである。統治権は1325年にマインツ大司教に売却され、さらに早くも1344年には騎士エンゲルハルト・フォン・ヒルシュホルンに質入れされた。続く何世紀もの間に領主権は転々とした。1350年にはエプフェンバッハの村役場についての最も古い記録が現れる。1496年、この村はローベンフェルト修道院と争いになった。この女子修道院が、支払い義務のあった旧ヨハネス教会の塔の修復費用支払いを拒否したためである。1556年から57年にプファルツ選帝侯オットーハインリヒによって宗教改革がもたらされた。三十年戦争の勃発で、エプフェンバッハにも全クライヒガウ地方にも苦難の時代が訪れた。1622年にティリー伯軍がこの村を焼き討ちし、1643年には400人のロトリンゲン騎士兵がエプフェンバッハのヨハネス教会を包囲した。当時の村長ハンス・デンゲルは、包囲軍により頭部を銃撃され亡くなったと伝えられている。戦争が終わった時には72人中15人しか生存者がいなかった。1799年にこの村はフランス軍に略奪され、1812年にはエプフェンバッハの住民もナポレオンのロシア遠征に駆り出された。バーデンでプロテスタント同盟が結成された2年後の1823年に改革派とルター派が共同出資し、共同の学校が設立された。

## 行政

### 議会
エプフェンバッハは、議長である首長を除き、12議席からなる。

### 首長
行政は、直接選挙で選出される任期8年の首長が司っている。2007年の選挙では、決選投票で38.38%の票を獲得したヨアヒム・ベーゼネッカーが勝利し、エプフェンバッハ初のCDUの首長となった。
- 1991年 - 2007年 マインハルト・ゼール (Freie Wähler)
- 2007年 - ヨアヒム・ベーゼネッカー (CDU)

### 紋章
図柄: 銀地で、やや低い位置にある青い波帯の上に緑の葉を2枚つけた緑の枝に実った赤いリンゴの実。
村の名前の由来については、議論の余地がある。人名由来説と植物名由来説である。リンゴと小川に由来すると言う俗説に基づく現在のデザインは1752年から裁判所の印章に用いられている。1901年に町はこの紋章を採択した。
旗は、青 - 白で、1978年に制定された。

## 文化と見所

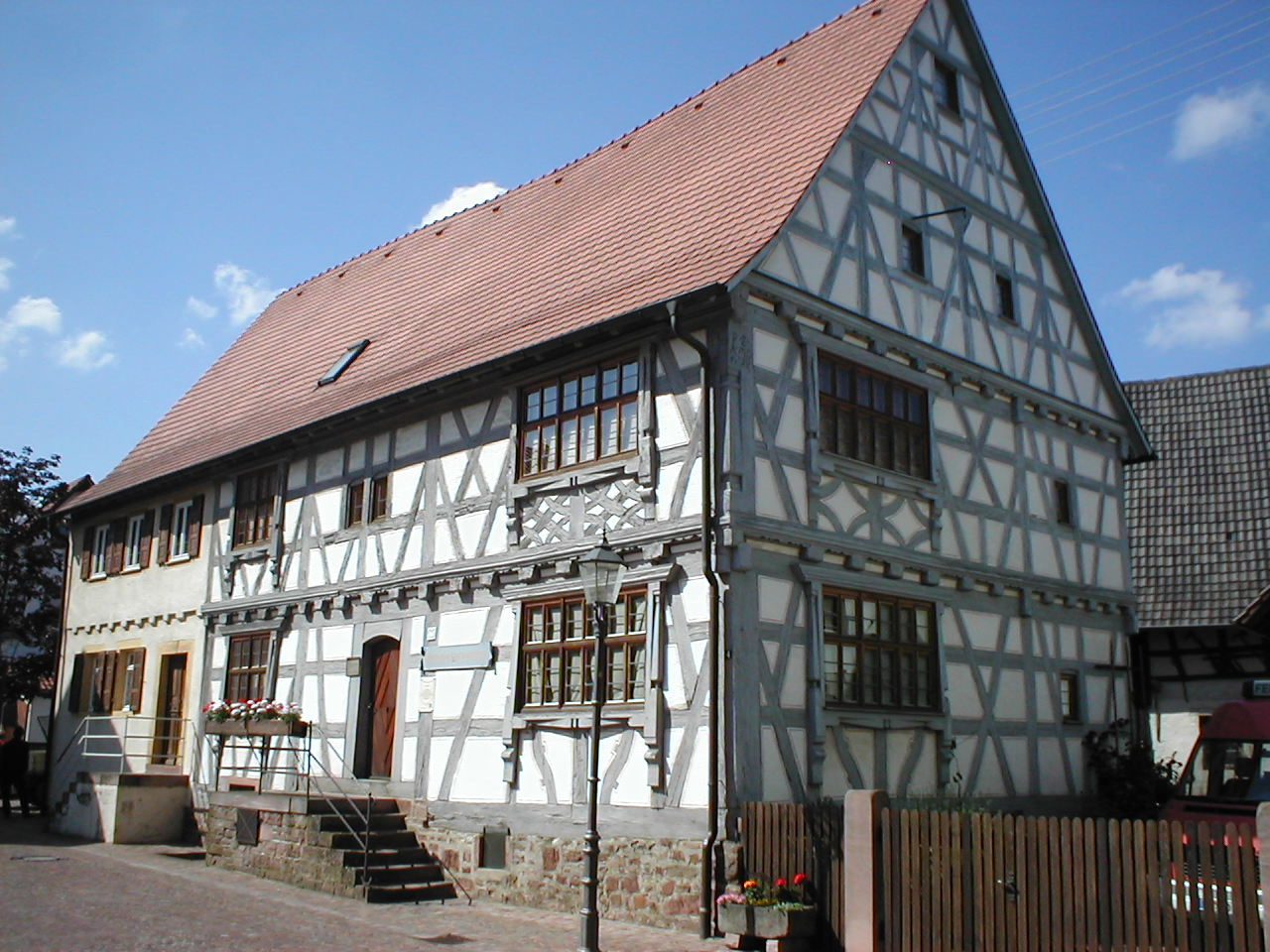
ローベンフェルト修道院の旧賦役農場。1718年建造の建物で、現在は郷土博物館となっている。

### 建築
- プロテスタント教会は、この町で最も古い建築である。
- カトリックのヨハネス教会は、1962年から1966年に建設された。
- 旧カトリック教会は、1350年頃建造の最初の村役場で、その大会議室で1556年以降教会儀式が執り行われていた建物があった場所に位置している。旧ヨハネス教会は1742年に建設され、1836年に拡張された。新しいヨハネス教会の建物ができた後、教会はマリア礼拝堂として用いられていたが、1992年からこの建物は芸術家達のアトリエとなっている。
- この町の最も古い住宅は、16世紀に造られたもので、1622年の火事をも免れた。町にはこの他にも見事な木組み建築が遺されている。その中でも印象的なのは、15世紀のローベンフェルト修道院の賦役農場である。その建築は1718年に新築されたもので、現在は郷土博物館として利用されている。
- 旧学校は1910年に建設され、1971年まで学校として用いられていた。村には、この他に旧宗教学校も保存されている。旧カトリック学校は1847年に建設され、1910年まで学校として機能していたが、その後はタバコ工場になり、さらに第二次世界大戦中はマンハイムのライス博物館の外郭施設となっていた。旧プロテスタント学校は1838年に建設され、やはり1910年まで学校として用いられていた。1968年から1989年まで、郷土博物館はこの建物を利用していた。

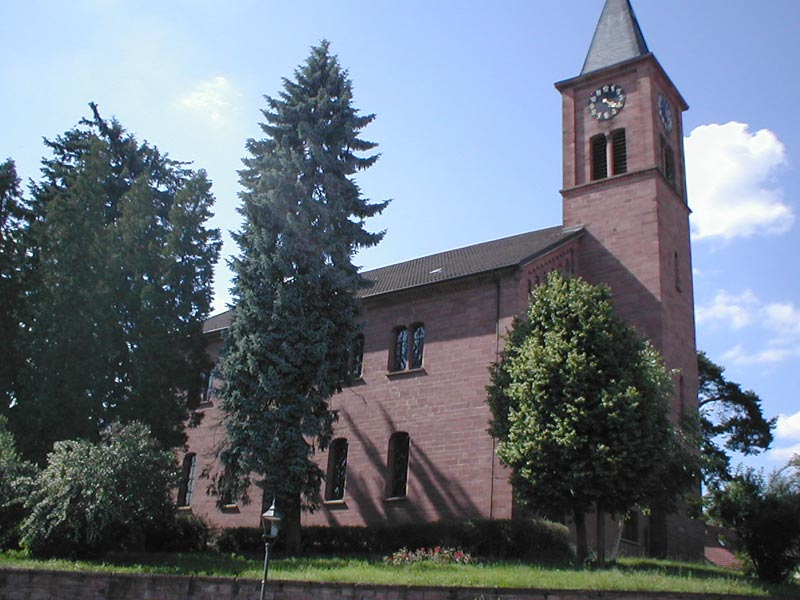
プロテスタント教会
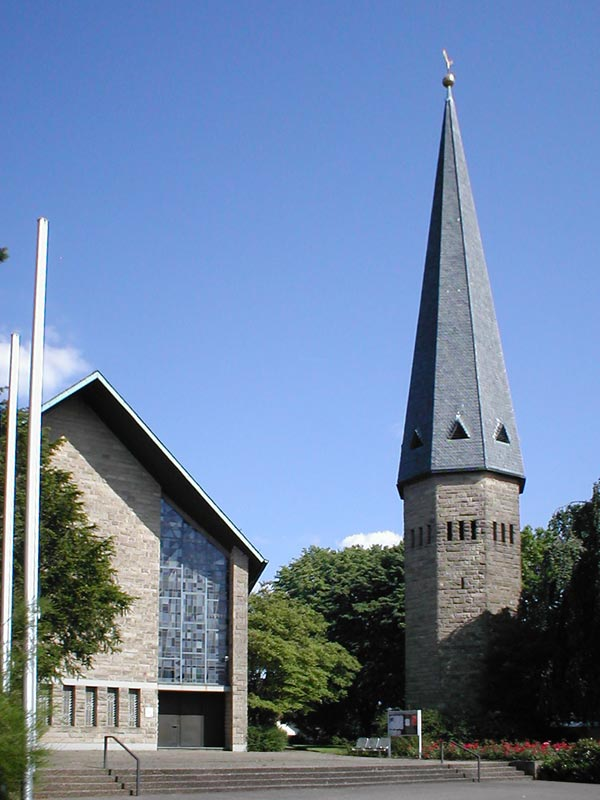
カトリックのヨハネス教会
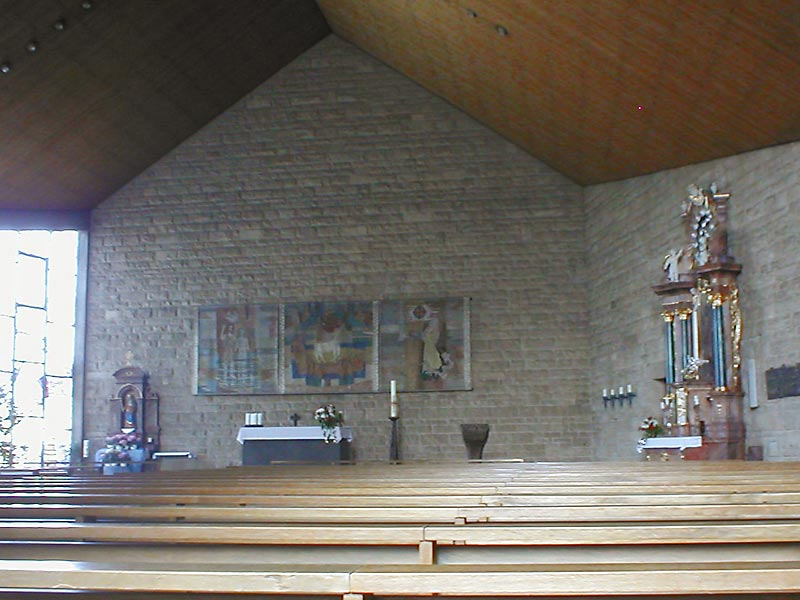
ヨハネス教会の内部
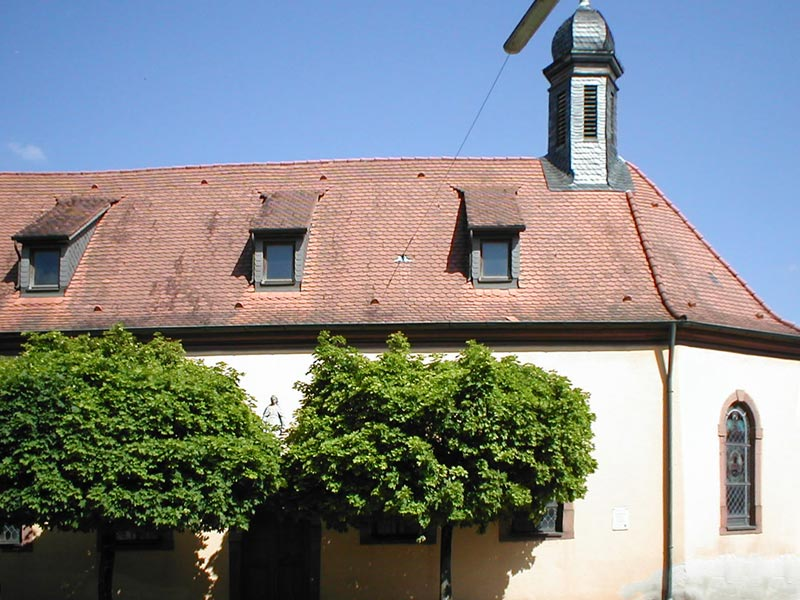
1742年建造の旧カトリック教会
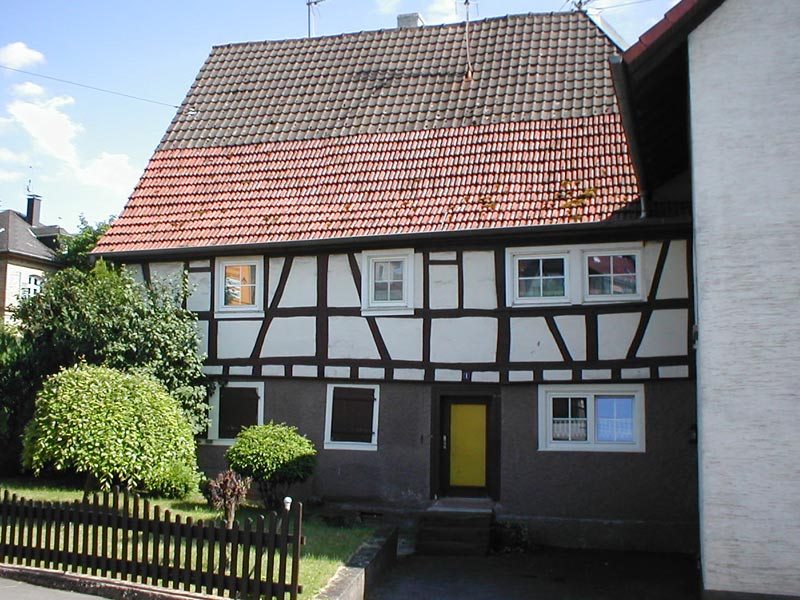
16世紀建造の最も古い住宅
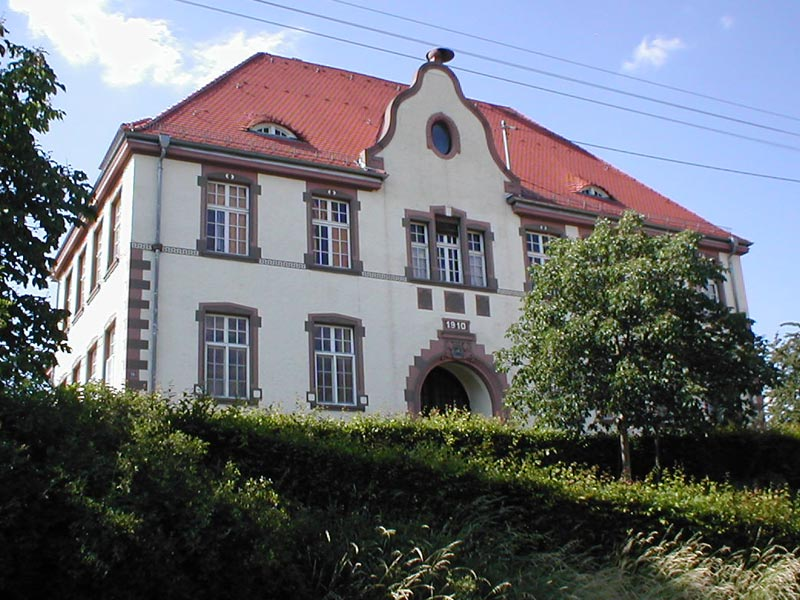
旧学校
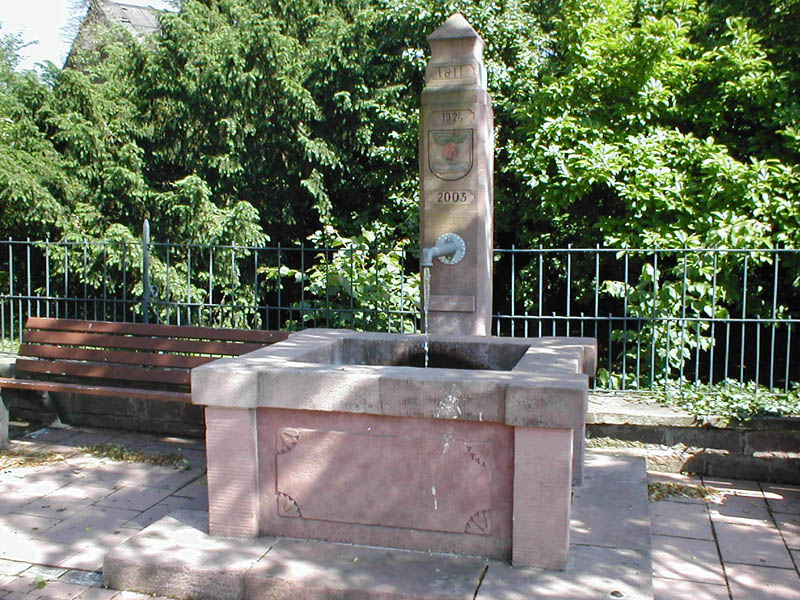
1811年建造の泉
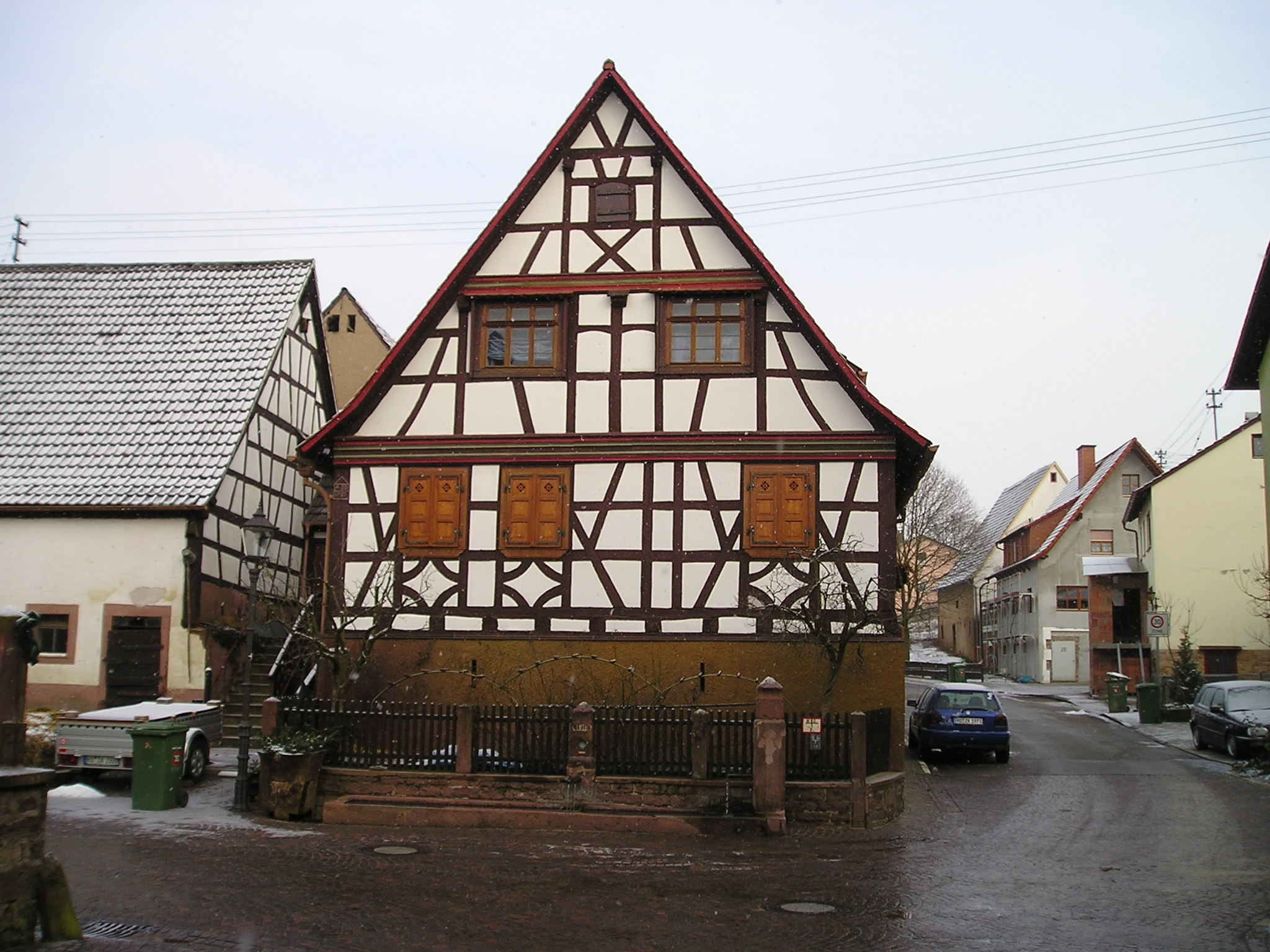
町に遺る木組み建築

### 博物館
エプフェンバッハの郷土博物館は、1850年頃の農家の日用品や、地元の農家・手工業者の仕事道具を展示している。博物館は理想的に改装された、1718年に建造されたかつての修道院賦役農場の木組み建築を利用している。

## 経済と社会資本

### 交通
エプフェンバッハは、州道530号線に面している。ヴァイプシュタットやジンスハイムを経由して連邦アウトバーンA6号線にアクセスできる。

## 人物
- カール・ウルマン（1796年 - 1865年）プロテスタント神学者
- ヴェルナー・フィッシャー（1939年 - ）カールスルーエ大学元総長

## 引用
1. ↑  Statistisches Landesamt Baden-Württemberg – Bevölkerung nach Nationalität und Geschlecht am 31. Dezember 2023 (CSV-Datei)